# Unborn Again
Unborn Again è il settimo album in studio del gruppo musicale Thrash metal statunitense Whiplash, pubblicato nel 2009 per l'etichetta discografica Pulverised Records.

## Tracce
1. Swallow the Slaughter - 5:28
2. Snuff - 4:06
3. Firewater - 4:57
4. Float Face Down - 4:49
5. Fight or Flight - 4:01
6. Pitbulls in the Playground - 3:50
7. Parade of Two Legs - 3:42
8. Hook in Mouth - 4:46
9. I've Got the Fire (cover dei Montrose) - 2:46
10. Feeding Frenzy - 4:36

## Formazione
Gruppo
- Tony Portaro - voce e chitarra
- Rich Day - basso
- Joe Cangelosi - batteria

Altri musicisti
- Frank Blackfire - chitarra solista nei brani Pitbulls in the Playground e Parade of Two Legs
- Mike Logue - cori
- Reverend - cori
- Ricky Rockit - cori
- "Spyder" Peluso - cori
- Kostadin Kamcev - cori
- Harris Johns - voce aggiuntiva